# Darlene Hard
Darlene Ruth Hard (Los Angeles, 6 gennaio 1936 – Los Angeles, 2 dicembre 2021) è stata una tennista statunitense.

## Biografia
Nata a Los Angeles, California, giunse due volte in finale al torneo di Wimbledon: la prima volta nel 1957 venendo sconfitta da Althea Gibson per 6-3, 6-2 e due anni dopo, perdendo con Maria Bueno per 6-4, 6-3.
L'anno successivo vinse l'Open di Francia battendo Yola Ramírez con il punteggio di 6-3, 6-4.
Conquistò gli U.S. Open nel 1960, battendo Maria Bueno 6-4, 10-12, 6-4, e nel 1961 dove batté Ann Haydon-Jones 6-3, 6-4. Nel 1962 arrivò in finale ma venne battuta da Margaret Smith Court per 9-7, 6-4.
Fu la numero due del mondo nel 1957, 1960 e 1961.

## Riconoscimenti
- International Tennis Hall of Fame, 1973[4]